# Погосян, Самвел Вруйрович
Самвел Вруйрович Погосян (арм. Սամվել Վրույրի Պողոսյան; род. 13 декабря 1959) — советский и армянский футболист, полузащитник.

## Биография
Родился 13 декабря 1959 года.
С 1978 года — в составе ереванского «Арарата». В 1979—1984, 1990 годах в высшей лиге СССР провёл 113 игр, забил 4 гола. Играл за команды первенства СССР «Котайк» Абовян (1985—1989), «Арарат-2» Ереван (1990, 1991), «Лори» Кировакан (1991). В 1992 году в чемпионате Армении сыграл 19 матчей, забил 6 голов за «Киликию» Ереван. Играл за ливанские клубы «Оменетмен» Бейрут (1990/91), «Аль-Салам» Згарта (1997/98, 2000/01).
Участник Спартакиады народов СССР 1979 года в составе сборной Армянской ССР.